# موتورعيدو
موتورعيدو (بالفارسية: موتور عیدو) هي قرية تقع في قسم جلغة تشاة هاشم الريفي (مقاطعة دلغان) في إيران. يقدر عدد سكانها بـ 63 نسمة .